# Jorge Gutiérrez (wielrenner)
Jorge Gutiérrez González (Trujillo, 23 september 2002) is een Spaans wielrenner die in 2024 prof werd bij Equipo Kern Pharma.

## Carrière
Als tweedejaars belofte nam Gutiérrez deel aan de Ronde van de Isard, waar hij in vier van de zes etappes bij de beste zeven renners finishte. Een jaar later behaalde hij meerdere ereplaatsen in het Spaanse amateurcircuit. Daarnaast werd hij dertiende in het eindklassement van de Ronde van de Aostavallei, na in de slotetappe (een bergetappe met aankomst in Breuil-Cervinia) tweede te zijn geworden.
In 2024 werd Gutiérrez prof bij Equipo Kern Pharma. Zijn debuut voor de ploeg maakte hij op Mallorca, waar hij deelnam aan drie van de vijf manches van de Challenge Mallorca.

## Overwinningen
2024
Jongerenklassement Ronde van Cova da Beira

## Resultaten in voornaamste wedstrijden
| Jaar | Ronde van Italië | Ronde van Frankrijk | Ronde van Spanje |
| ---- | ---------------- | ------------------- | ---------------- |
| 2024 |                  |                     | 99e              |
| 2025 |                  |                     |                  |

| Jaar | Clásica San Sebastián |
| ---- | --------------------- |
| 2024 |                       |
| 2025 | 27e                   |

## Ploegen
- 2024 –  Equipo Kern Pharma
- 2025 –  Equipo Kern Pharma

Agirre · H. Aznar · U. Aznar · Berrade · Brustenga · Castrillo · Cobo · Elosegui · Fernández · Galván · García Pierna · Gutiérrez · Iribar · Jaime · López · Marquez · Miquel · Parra · Retegi · Ruiz · Sánchez · Soto · Uriarte · van der Tuuk · Azanza (stagiair) · Carrascosa (stagiair) · Etxeberria (stagiair)